# Groupes de Conway
En mathématiques, les groupes de Conway Co1, Co2 et Co3 sont trois groupes sporadiques découverts par John Horton Conway en 1968. Tous sont intimement liés au réseau de Leech Λ.
Le plus grand, Co1, d'ordre 4 157 776 806 543 360 000, est obtenu en quotientant le groupe des automorphismes de Λ par son centre, qui est constitué des matrices scalaires ±1.
Les groupes Co2 (d'ordre 42 305 421 312 000) et Co3 (d'ordre 495 766 656 000) sont constitués des automorphismes de Λ fixant un vecteur de réseau de type 2 et un vecteur de type 3 respectivement. (Le type d'un vecteur est égal à la moitié du carré de sa norme vˑv). Comme le scalaire –1 ne fixe aucun vecteur non nul, ces deux groupes peuvent être considérés comme des sous-groupes de Co1. 

## Autres groupes sporadiques
Les groupes Co2 et Co3 sont contenus tous deux dans le groupe de McLaughlin McL (en) (d'ordre 898 128 000) et le groupe de Higman-Sims (d'ordre 44 352 000), qui peuvent être décrits comme les stabilisateurs d'un triangle de type 2-2-3 et 2-3-3, respectivement.
En identifiant ℝ24 avec ℂ12 et Λ avec (ℤ[e2iπ/3])12, le groupe d'automorphisme résultant, i.e., le groupe des automorphismes du réseau de Leech conservant la structure complexe, a pour quotient, par le groupe à 6 éléments des matrices scalaires complexes, le groupe de Suzuki (en) Suz (d'ordre 448 345 497 600). Suz (en) est le seul sous-quotient sporadique propre de Co1 d'ordre divisible par 13.
Une construction similaire donne le groupe de Hall-Janko J2 (d'ordre 604 800) comme le quotient du groupe des automorphismes quaternioniques de Λ par le groupe ±1 de scalaires.
Les 7 groupes simples décrits ci-dessus comprennent ce que Robert Griess appelle la deuxième génération de la famille heureuse, ces derniers étant les groupes sporadiques simples trouvés dans le groupe Monstre. Plusieurs de ces 7 groupes contiennent au moins certains des 5 groupes de Mathieu, qui forment la première génération.